# 基希纳
基希纳 或者 基爾希納（Kirchner）可以指：

## 人物
- 马克·基希纳（德語：Mark Kirchner，1970年4月4日－），德國男子冬季兩項運動員。
- 恩斯特·路德維希·基爾希納（德語：Ernst Ludwig Kirchner, 1880年5月6日－1938年6月15日），德國表現主義畫家。
- 安德烈亚斯·基希纳（德語：Andreas Kirchner，1953年8月17日－2010年11月10日），德国男子雪车运动员。
- 福尔克尔·大卫·基希纳（德語：Volker David Kirchner，1942年6月25日 – 2020年2月4日），德国作曲家、中提琴家。

|  | 本页或本分段罗列了姓氏为「基希纳」的人物。 如果是一个指代特定个人的内链将您引导到本页，請考慮修正該人物的名字以將链接指向正確的條目。 |